# گایووکا-ویش
گایووکا-ویش (به لهستانی:  Gajówka-Wieś) یک روستا در لهستان است که در گمینا دالیکوو واقع شده‌است.